# روبرت ووكر تايلور
روبرت ووكر تايلور (بالإنجليزية: Robert Walker Tayler)‏ (و. 1852 – 1910 م) هو سياسي، ومحامي، وقاضي من الولايات المتحدة الأمريكية . ولد في يونغزتاون، أوهايو . تولى منصب أعضاء مجلس النواب الأمريكي .
وهو عضو في الحزب الجمهوري .
توفي في كليفلاند، أوهايو .

## التعليم
تعلم في جامعة كيس وسترن ريسرف.